# جزيرة كرك
جزيرة كرك هي أكبر جزر كرواتيا تقع في خليج كفارنير. يبلغ عدد سكانها 19,383 نسمة وذلك حسب إحصائيات سنة 2011. يبلغ ارتفاع المدينة عن سطح البحر قرابة 568 متر. تبلغ مساحتها 405 كم². وهي الجزيرة الأكبر من بين 1246 جزيرة في البحر الأدرياتيكي. يتميز ساحلها بأنه متساوي الأطراف.

## المناخ
جزيرة كرك تقع في منطقة تتميز بمناخها المعتدل. متوسط درجة حرارة الهواء في الصيف هي 26 °C. خلال شهري يوليو وأغسطس، في المتوسط أكثر من 25 يوماً تبلغ أقصى درجة حرارة أكثر من 25 درجة مئوية. حتى في يونيو يمكن أن تستمر درجة الحرارة نحو 15 يوماً في أعلى مستوياتها لأكثر من 25 درجة مئوية. متوسط درجة حرارة سطح البحر من يونيو إلى سبتمبر تصل فوق 23 درجة مئوية.

## أعلام
- إيفيكا هورفات

## وصلات خارجية
- الموقع الرسمي